# Friedrich Robert Helmert
 (février 2025).
Si vous disposez d'ouvrages ou d'articles de référence ou si vous connaissez des sites web de qualité traitant du thème abordé ici, merci de compléter l'article en donnant les références utiles à sa vérifiabilité et en les liant à la section « Notes et références ».
Friedrich Robert Helmert est un géodésien allemand, né le 31 juillet 1843 à Freiberg en Saxe et mort le 15 juin 1917 à Potsdam en Prusse.

## Biographie sommaire
Après des études d'ingénieur à l'université technique de Dresde et à l'université de Leipzig, où il fut promu en 1867, Helmert obtint un poste de professeur de géodésie à l'université technique d'Aix-la-Chapelle en 1872. En 1886, il devint directeur de l'Institut de Géodésie de Prusse et du Bureau Central de l'Association Géodésique Internationale (organisation qui allait devenir plus tard l'Association Internationale de Géodésie), et professeur à l'université von Humboldt de Berlin. En 1892, l'Institut de Géodésie de Prusse déménageait au Telegrafenberg à Potsdam, près de Berlin. Helmert fit acquérir à son institut une grande renommée internationale. Au début du XXe siècle, dans une expérience au pendule qui a duré près de six ans, Friedrich Kühnen et Philipp Furtwängler y ont déterminé avec une précision de l'ordre de 10−5, la valeur absolue de la pesanteur. Au cours des décennies suivantes, la valeur de la pesanteur à Potsdam servait de référence dans toutes les mesures gravimétriques internationales ; elle représente en quelque sorte pour la géodésie physique et la gravimétrie ce que le méridien de Greenwich représente pour la géographie.
On considère Helmert comme le fondateur des théories physiques et mathématiques de la géodésie moderne. En particulier, on lui doit une transformation importante connue en géodésie sous le nom de transformation de Helmert, que l'on trouve notamment exposée dans son ouvrage principal intitulé Les théories mathématiques et physiques de la géodésie supérieure. On lui doit aussi un autre ouvrage fort prisé des géodésiens de son époque, qui traite de l'ajustement des réseaux géodésiques par la méthode des moindres carrés. Ce dernier a valu à Helmert une grande renommée auprès des statisticiens, qui le considèrent comme un des leurs. Bien qu'il n'ait jamais travaillé dans le domaine des mathématiques, son œuvre fort mathématisée fait qu'on le considère aussi parfois comme un mathématicien.

## Ouvrages
- (de) Die Ausgleichungsrechnung nach der Methode der kleinsten Quadrate (1872). Leipzig, Druck und Verlag von B.G. Teubner : Lire en ligne
- Die mathematischen und physikalischen Theorieen der höheren Geodäsie, Einleitung und I. Teil — Die mathematischen Theorieen (1880). Zweite Auflage, B.G. Teubner Verlagsgesellschaft Leipzig, 1962.
- Die mathematischen und physikalischen Theorieen der höheren Geodäsie, II. Teil — Die physikalischen Theorieen (1884). Zweite Auflage, B.G. Teubner Verlagsgesellschaft Leipzig, 1962.